# Slowakije op het Eurovisiesongfestival 2011

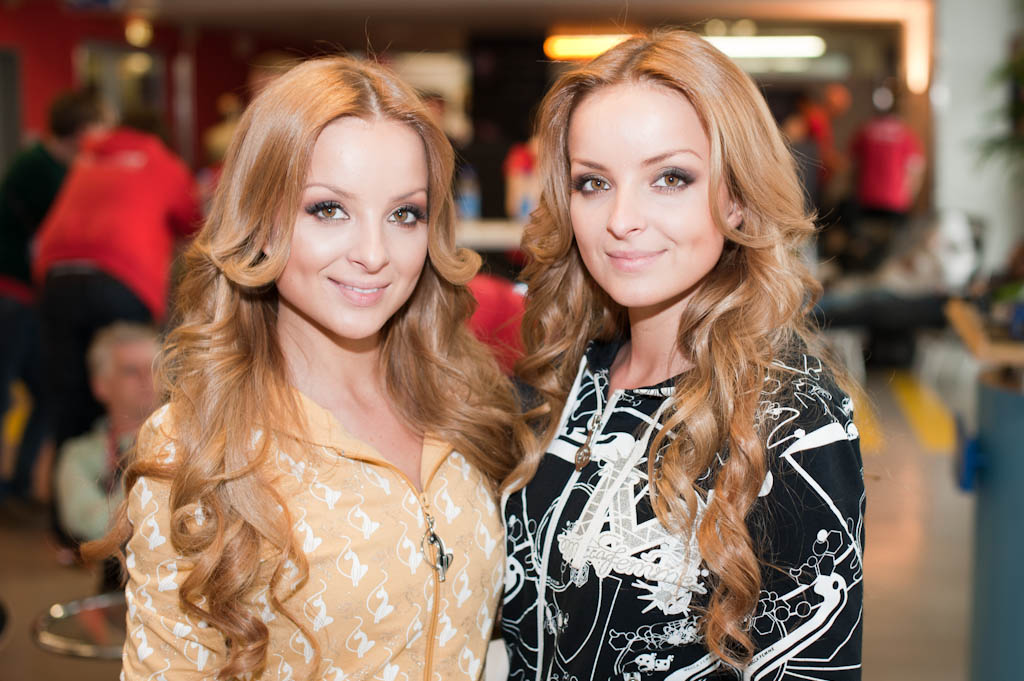
TWiiNS in Düsseldorf.

Slowakije nam deel aan het Eurovisiesongfestival 2011 in Düsseldorf, Duitsland. Het was de 6de deelname van het land op het Eurovisiesongfestival. STV was verantwoordelijk voor de Slowaakse bijdrage voor de editie van 2011.

## Selectieprocedure
In eerste instantie gaf STV aan niet te zullen participeren in 2011. Eind december maakte de omroep bekend toch te zullen deelnemen en stond het lijst op de officiële deelnemerslijst van de EBU. Echter, begin januari maakte de Slowaakse openbare omroep bekend de financiën toch niet op orde te kunnen krijgen voor een deelname aan het festival. Op 17 januari werd er geloot voor de halve finales. Slowakije was ingedeeld in pot zes. Op deze manier werd duidelijk dat het land toch zou deelnemen aan het Eurovisiesongfestival 2011. Het land doet echter met lange tanden mee. Ze bevestigden hun deelname toen duidelijk werd dat er een boete dreigde bij laattijdige terugtrekking.
Op 5 maart 2011 maakte STV bekend dat TWiiNS Slowakije zou vertegenwoordigen op het zesenvijftigste Eurovisiesongfestival. Het lied waarmee ze naar Düsseldorf trokken, was I'm still alive. Opvallend was dat omdat Ierland ook een tweeling stuurde, namelijk Jedward, er twee eeneiige tweelingen te bewonderen waren op het podium te Düsseldorf, een fenomeen wat zich nooit eerder had voorgedaan in de geschiedenis van het zesenvijftig jaar oude Eurovisiesongfestival. Bovendien zaten beide landen ook nog in dezelfde halve finale: de tweede, op donderdag 12 mei 2011.

## In Düsseldorf
In Düsseldorf trad Slowakije aan in de tweede halve finale, op donderdag. Slowakije was als vijfde van negentien landen aan de beurt, na België en voor Oekraïne. Het land kreeg punten van Oekraïne (12), Moldavië (7), Bosnië en Herzegovina (6), Ierland (5), Oostenrijk (3), België (3), Macedonië (3), Slovenië (3), Roemenië (3), Wit-Rusland (3). Het land kreeg in totaal 48 punten. Deze punten waren niet genoeg om deel te nemen aan de finale op zaterdag.